# Hirslanden Klinik Permanence
Die Hirslanden Klinik Permanence ist ein Spital im Stadtberner Bümplizquartier in der Schweiz. Sie gehört zusammen mit dem Salem-Spital und der Klinik Beau-Site zur Hirslanden Bern AG, welche zur Hirslanden-Gruppe gehört. Sie wurde im Jahr 1978 gegründet und gehört seit 1997 zur Hirslanden-Gruppe. Mit 252 Belegärzten und angestellten Ärzten sowie einer Notfallstation trägt die Hirslanden Bern AG zur medizinischen Grundversorgung der Bevölkerung bei. Im Geschäftsjahr 2024/2025 hat die Hirslanden Klinik Permanence 2'869 stationäre Patientinnen und Patienten behandelt.

## Geschichte
- 2003 Umbau und Sanierung der Klinik Permanence, Inbetriebnahme neuer Operationssäle und diverse Ausbauten
- 2001 Projektverlagung in das neuerworbene Salem-Spital und Neuausrichtung der Klinik Permanence
- 1997 Integration in die Hirslanden-Gruppe
- 1980 Klinikerweiterung: zusätzliche Patientenzimmer, Pikettzimmer, Physiotherapie und Waschküche
- 1978 Eröffnung der Klinik Permanence mit 26 Betten[1]

## Fachgebiete
| Fachgebiet                  | behandelte, stationäre Patienten 2024/2025 Hirslanden Klinik Permanence |
| --------------------------- | ----------------------------------------------------------------------- |
| Orthopädie/Sportmedizin     | 1'979                                                                   |
| Chirurgie/Viszeralchirurgie | 106                                                                     |
| Innere Medizin              | 327                                                                     |
| Neurochirurgie              | 120                                                                     |
| Handchirurgie               | 272                                                                     |